# 舒姆巴爾
50°2′16″N 26°1′20″E / 50.03778°N 26.02222°E
舒姆巴爾（烏克蘭語：Шумбар），是烏克蘭的村落，位於該國西部捷爾諾波爾州，由克列梅涅茨區負責管轄，始建於1513年，面積3.68平方公里，2001年人口848，人口密度每平方公里230.6人。